# Ranunculus ololeucos
Ranunculus ololeucos là một loài thực vật có hoa trong họ Mao lương. Loài này được J.Lloyd miêu tả khoa học đầu tiên năm 1844.

## Hình ảnh

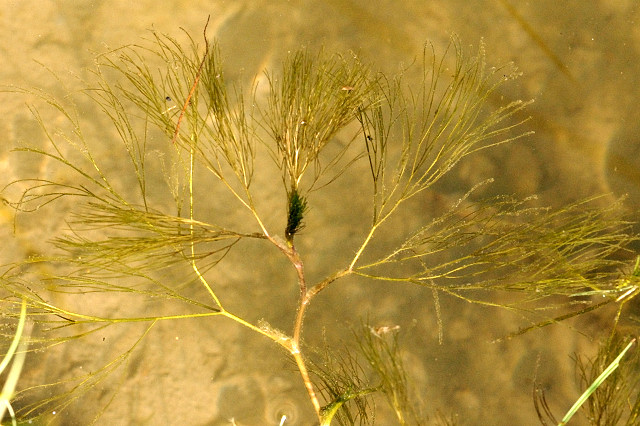
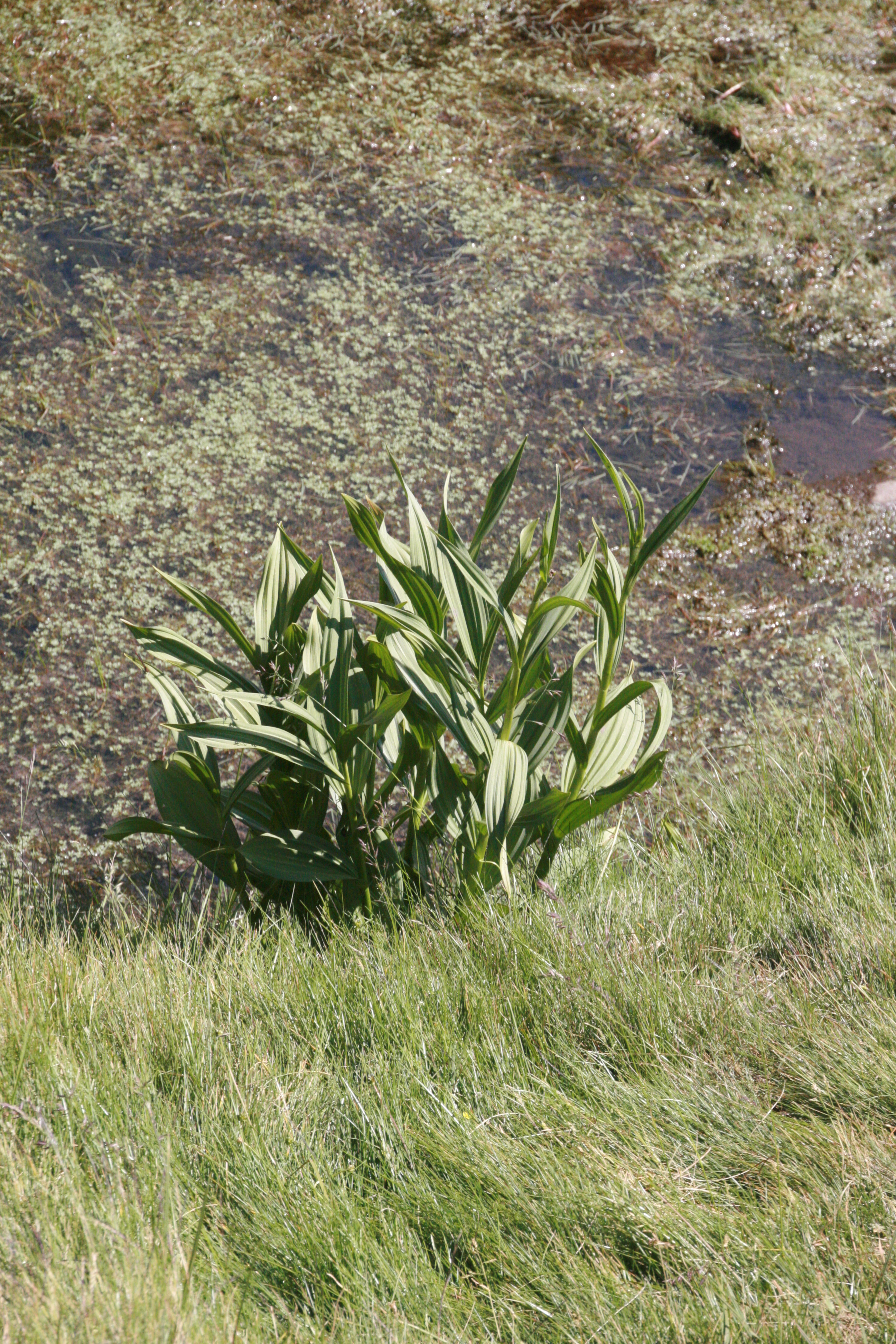
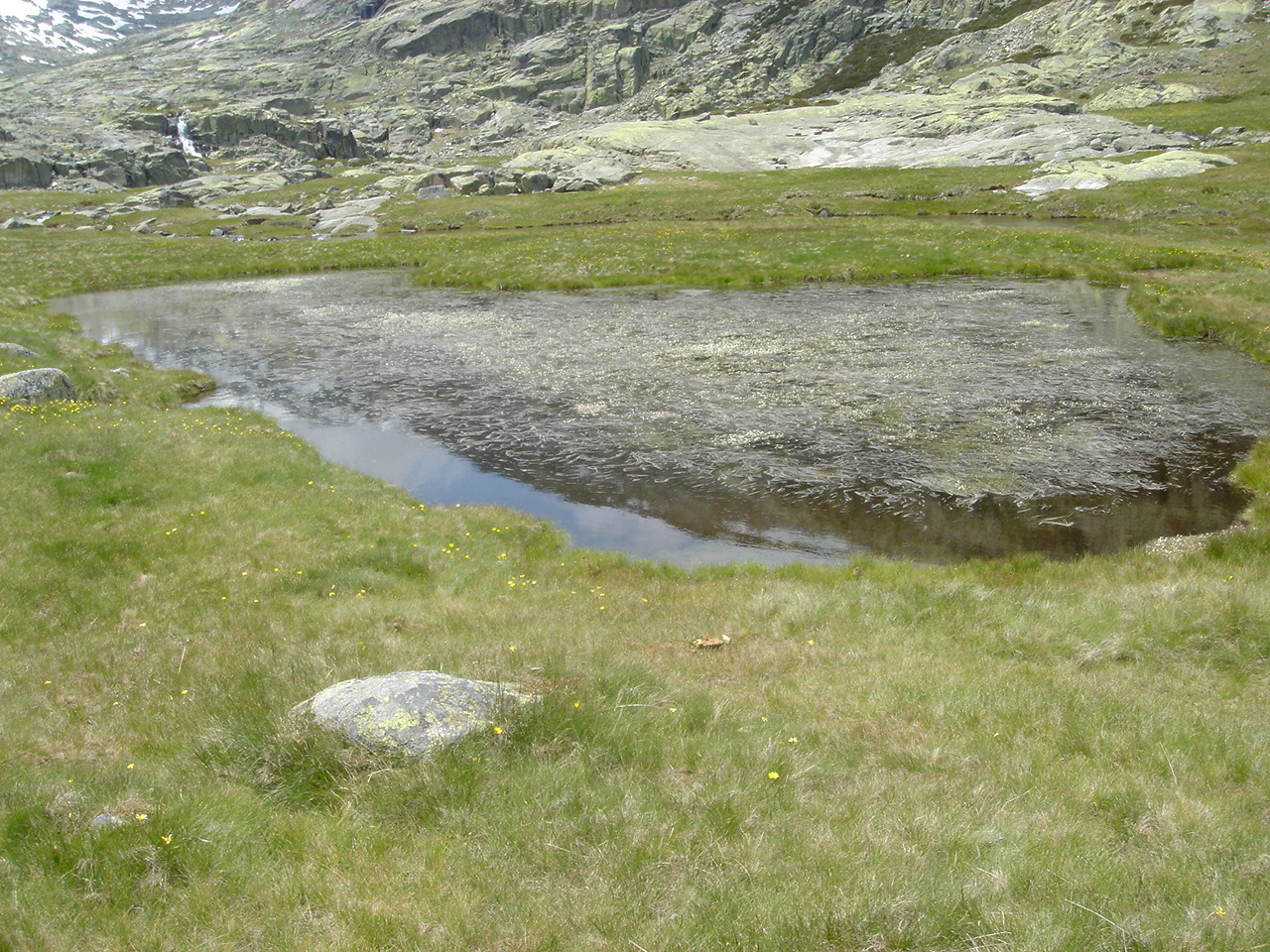
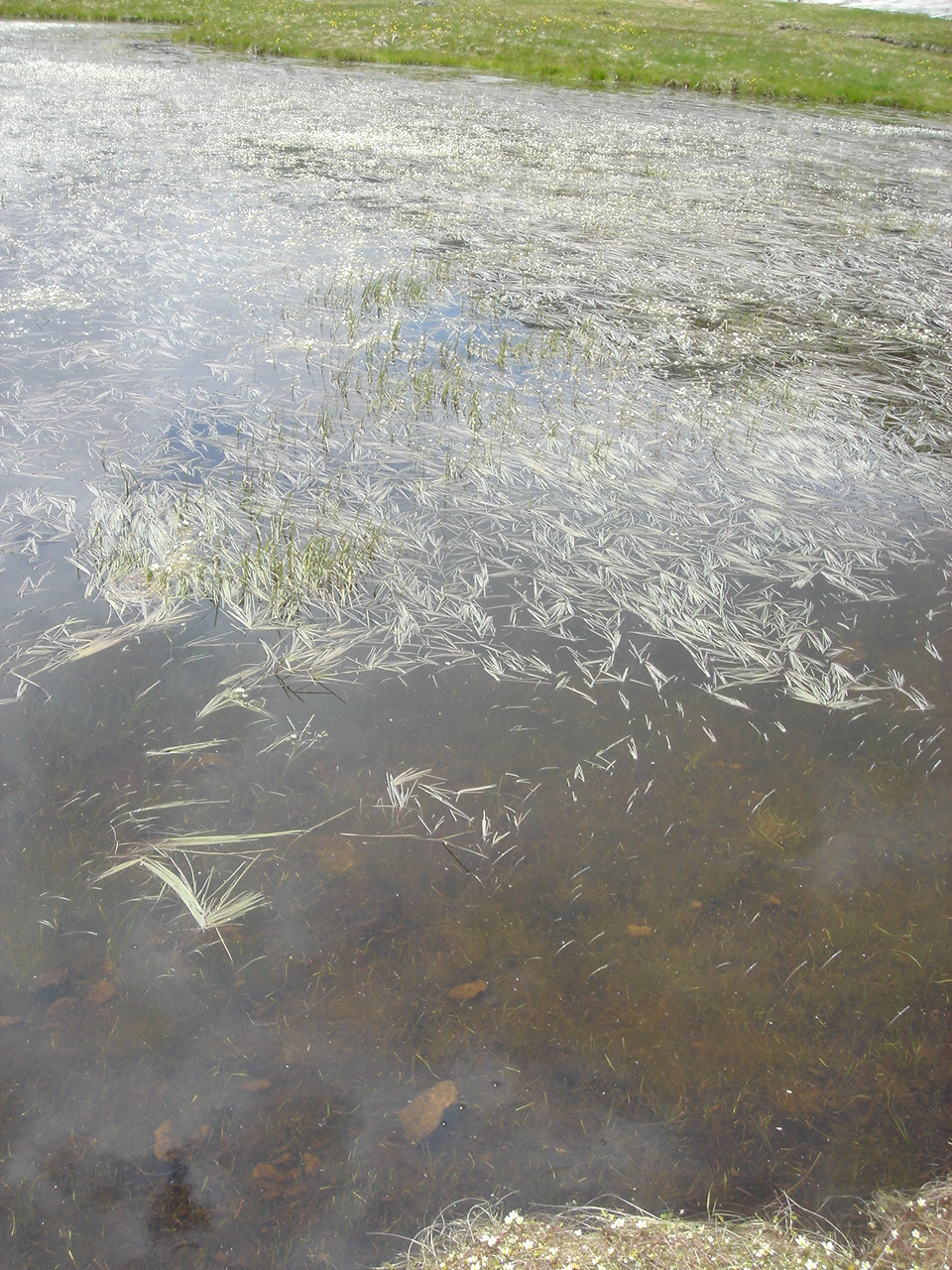